# Players Tour Championship
Die Players Tour Championship (PTC) war eine Serie von Snookerturnieren, die in der Snooker-Saison 2010/11 erstmals ausgetragen wurde. Im Vergleich zu anderen Main-Tour-Turnieren gab es weniger Punkte für die Snookerweltrangliste; denn es handelte sich um eine Pro-Am-Turnierserie, bei der Main-Tour-Spieler und Amateure mitspielten.

## Geschichte und Modus
Ins Leben gerufen wurde die PTC-Serie 2010 vom neuen WPBSA-Vorsitzenden Barry Hearn, der somit seine Ankündigung, für mehr professionelle Turniere zu sorgen, in die Tat umsetzte. Erdacht wurde sie unter anderem als Beschäftigungstherapie für die Spieler, aufgrund der zu der Zeit geringen Anzahl an Turnieren, und um den Sport in anderen Ländern den Zuschauern näher zu bringen.
Pro Saison wurden sieben bis zwölf solcher Veranstaltungen organisiert. Die 24, später 32, erfolgreichsten Spieler qualifizierten sich für das Finalturnier am Ende der Saison, bei dem ein Preisgeld ausgeschüttet wurde, das um ein Vielfaches höher war als bei den Vorturnieren.
Die Turniere der einen Hälfte wurden als UK-Turnier eingeordnet – im ersten Jahr fanden alle sechs in der Snooker Academy im englischen Sheffield statt, im zweiten Jahr wurden zwei davon nach Gloucester vergeben. Die der anderen Hälfte sind gesamteuropäische Turniere, die im ersten Jahr noch als E-PTC-Turniere bezeichnet wurden. Dafür wählte man Austragungsorte auf dem Kontinent oder in Irland aus. Das bereits seit 2004 existierende Paul Hunter Classic in Fürth wurde in die Serie aufgenommen, vier weitere Turniere wurden für die PTC-Serie neu ins Leben gerufen und wechselten in den ersten beiden Jahren. Das sechste Europa-Turnier fand in England statt. Die Unterscheidung wurde auch getroffen, um Snooker außerhalb Englands zu fördern. Wer sich für das PTC-Finale qualifizieren wollte, muss mindestens an drei Europa- und an drei UK-Turnieren teilgenommen haben.
Das Finalturnier der ersten Saison 2010/11 fand in Irlands Hauptstadt Dublin statt.
PTC-Turniere hatten einen anderen Qualifikationsmodus als gewöhnliche Ranglistenturniere: alle Main-Tour-Spieler starten in einer Runde, es gab keine Vorabqualifikation für Spieler der hinteren Ranglistenplätze. Die Partien wurden ausgelost, wodurch schon in Runde eins zwei Topfavoriten aufeinandertreffen können (keine Setzlisten). Je nach Bedarf gab es eine oder mehrere Qualifikationsrunden für Amateure, die sich über gute Ergebnisse bei PTC-Turnieren auch für die Main Tour qualifizieren konnten.
Der Turniermodus Best of 7 war deutlich kürzer als bei vollwertigen Ranglistenturnieren.

### Ende der PTC-Serie
2016 kam für die PTC aus finanziellen Gründen das Aus. Die Turniere waren während der gesamten Turnierserie ein Zuschussgeschäft geblieben. Letzter Sieger eines PTC-Vorturniers war der Engländer Mark Selby.

## Sieger (Finalturniere)
| Jahr | Austragungsort                    | Sieger        | Ergebnis | Finalist       | Hauptsponsor     | Saison  |
| ---- | --------------------------------- | ------------- | -------- | -------------- | ---------------- | ------- |
| 2011 | Dublin – The Helix                | Shaun Murphy  | 4:0      | Martin Gould   | PartyCasino.com  | 2010/11 |
| 2012 | Galway – Bailey Allen Hall        | Stephen Lee   | 4:0      | Neil Robertson | Betfair          | 2011/12 |
| 2013 | Galway – Bailey Allen Hall        | Ding Junhui   | 4:3      | Neil Robertson | Dafabet          | 2012/13 |
| 2014 | Preston – Guild Hall              | Barry Hawkins | 4:0      | Gerard Greene  | Wyldecrest Parks | 2013/14 |
| 2015 | Bangkok – Montien Riverside Hotel | Joe Perry     | 4:3      | Mark Williams  |                  | 2014/15 |
| 2016 | Manchester – EventCity            | Mark Allen    | 10:6     | Ricky Walden   | Ladbrokes        | 2015/16 |

## Sieger (Vorturniere)
| Spieler           | Anzahl | Titel |
| ----------------- | ------ | --- |
| Mark Selby        | 7      | PTC 2 (2010), Paul Hunter Classic 2011, Paul Hunter Classic 2012, Munich Open 2013, Antwerp Open 2013, Riga Open 2014, Gdynia Open 2016 |
| Mark Allen        | 5      | Antwerp Open 2012, Ruhr Open 2013, Kay Suzanne Memorial Cup 2013, Paul Hunter Classic 2014, Bulgarian Open 2015                         |
| Stuart Bingham    | 4      | APTC 1 (2012), APTC 3 (2012), Dongguan Open 2014, Haining Open 2014                                                                     |
| Ding Junhui       | 4      | PTC 5 (2010), Scottish Open 2012, Yixing Open 2014, Haining Open 2015                                                                   |
| Shaun Murphy      | 4      | Brugge Open 2010, Gdynia Open 2014, Bulgarian Open 2014, Ruhr Open 2014                                                                 |
| Neil Robertson    | 4      | Warsaw Classic 2011, Alex Higgins International Trophy 2011, Gdynia Open 2012, Gdynia Open 2015                                         |
| Judd Trump        | 4      | Paul Hunter Classic 2010, PTC 2 (2011), Antwerp Open 2011, Bulgarian Open 2012                                                          |
| John Higgins      | 3      | Ruhr Championship 2010, Kay Suzanne Memorial Trophy 2012, Bulgarian Open 2013                                                           |
| Stephen Maguire   | 3      | FFB Snooker Open 2012, PTC 1 (2012), Lisbon Open 2014                                                                                   |
| Ronnie O’Sullivan | 3      | PTC 1 (2011), Kay Suzanne Memorial Trophy 2011, Paul Hunter Classic 2013                                                                |
| Tom Ford          | 2      | PTC 3 (2010), PTC 11 (2011) |
| Michael Holt      | 2      | Prague Classic 2010, PTC 10 (2011) |
| Stephen Lee       | 2      | MIUS Cup 2010, APTC 2 (2012) |
| Joe Perry         | 2      | Yixing Open 2013, Xuzhou Open 2015 |
| Mark Williams     | 2      | PTC 1 (2010), Rotterdam Open 2013 |
| Marcus Campbell   | 1      | Rhein-Main Masters 2010 |
| Allister Carter   | 1      | Paul Hunter Classic 2015 |
| Dominic Dale      | 1      | PTC 6 (2010) |
| Marco Fu          | 1      | Gibraltar Open 2015 |
| Martin Gould      | 1      | PTC 2 (2012) |
| Barry Hawkins     | 1      | Riga Open 2015 |
| Andrew Higginson  | 1      | PTC 5 (2011) |
| Ju Reti           | 1      | Zhangjiagang Open 2013 |
| Rod Lawler        | 1      | PTC 3 (2012) |
| Liang Wenbo       | 1      | Zhengzhou Open 2013 |
| Rory McLeod       | 1      | Ruhr Open 2015 |
| Barry Pinches     | 1      | PTC 4 (2010) |
| Ricky Walden      | 1      | Bluebell Wood Open 2013 |
| Ben Woollaston    | 1      | PTC 3 (2011) |